# Laura La Plante

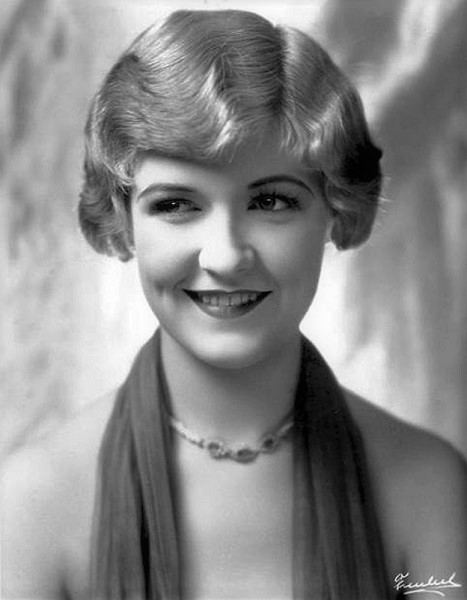
Laura La Plante omkring 1925.

Laura La Plante, född 1 november 1904 i St. Louis, Missouri, död 14 oktober 1996 i Woodland Hills, Los Angeles, Kalifornien, var en amerikansk skådespelare. Hon var under 1920-talet en firad stumfilmsstjärna och en av bolaget Universal Studios bästa betalda skådespelare. 1923 blev hon utnämnd till en av "WAMPAS Baby Stars". Hon medverkade även i några ljudfilmer under det tidiga 1930-talet såsom Jazzkungen, men konkurrerades snart ut av nya stjärnor. Hon gjorde sporadiskt några fler filmer fram till 1957.
Hon medverkade i ett 90-tal filmer och har tilldelats en stjärna på Hollywood Walk of Fame vid adress 6378 Hollywood Blvd.

## Filmografi i urval
- 1930 – Marseljäsen
- 1931 – Arizona